# سومبتير (ويسكونسن)
سومبتير (بالإنجليزية: Sumpter, Wisconsin)‏ هي بلدة تقع بولاية ويسكونسن في الولايات المتحدة. تبلغ مساحتها 97.9 (كم²)، وترتفع عن سطح البحر 262 م، بلغ عدد سكانها 1021 نسمة في عام 2000 حسب إحصاء مكتب تعداد الولايات المتحدة وتصل الكثافة السكانية فيها 10.5 نسمة/كم2.

## وصلات خارجية
- The US50 - Cities and Towns in Wisconsin State
- Wisconsin Cities and Towns, Facts, Map, Flag, Colleges, Government, and More